# Quimiofòbia
La quimiofòbia significa literalment "por a la química", però aquest terme es pot fer servir de diferents maneres. A més de ser una fòbia, generalment es fa servir per designar que els productes químics són dolents i capaços de fer mal mentre que els productes "naturals" són bons i saludables. En aquest sentit els partidaris de les tècniques i productes ecològics són sovint titllats de quimiofòbics pels que no en són partidaris. En general la quimiofòbia prové d'un coneixement incomplet de la ciència o d'una malinterpretació d'aquesta i és part de la tecnofòbia i de la por al que es desconeix.
L'ús més usual del terme "quimiofòbia" és anàleg al de l'homofòbia; un prejudici amb quelcom més que una por irracional. També hi ha interessos econòmics que promouen l'ús de productes de síntesi química interessats a qualificar de quimiòfobs als partidaris de productes més senzills i respectuosos amb el medi ambient.

Segons Neil Eisberg, l'editor de Chemistry and Industry, la quimiofòbia és el resultat de la pèrdua de confiança de sectors dels mitjans de comunicació i alguns grups ecologistes després dels desastres de la indústria química. Segons Bernadette Bensaude-Vincent, ...la situació present s'origina pel llibre dels anys seixanta de Rachel Carson Primavera silenciosa on es considerava la química enemiga brutal dels ocells i altres éssers vius."

Anàlisis recents molt acurades detecten substàncies perilloses però en una concentració tan baixa que no ho són però de vegades els mitjans de comunicació els destaquen sense tenir en compte la seva inoqüitat en la pràctica.